# Lensia multicristata
Lensia multicristata är en nässeldjursart som först beskrevs av Moser 1925.  Lensia multicristata ingår i släktet Lensia och familjen Diphyidae. Inga underarter finns listade i Catalogue of Life.